# ポール・アレンダー
ポール・アレンダー（Paul Allender、1970年11月17日 - ）は、イギリスのギタリスト。
エセックスのコルチェスター出身。現在は、アメリカ合衆国ミネソタ州ツイン・シティ在住。1992年から2014年までクレイドル・オブ・フィルスに参加していた。現在は、シンフォニックメロディックデスメタルバンド、ホワイト・エンプレスをメインとして活動している。
| スタブアイコン | サブスタブ | この項目は、まだ閲覧者の調べものの参照としては役立たない、音楽関係者（バンド等）に関連した書きかけの項目です。この項目を加筆・訂正などしてくださる協力者を求めています（P:音楽/PJ:芸能人）。 |